# Saarijärvi (Gällivare socken, Lappland, 742558-172153)
Saarijärvi är en sjö i Gällivare kommun i Lappland och ingår i Råneälvens huvudavrinningsområde.